# Кондома
Ко́ндома (шор. Қондум) — река в России, протекает по территории Кемеровской области, левый приток Томи. Длина реки — 392 км, площадь бассейна — 8270 км². Средний расход воды в 73 км от устья — 130 м³/с.

## Название
Из южносамодийского кундо — «длинный» и ма — «река».

## География

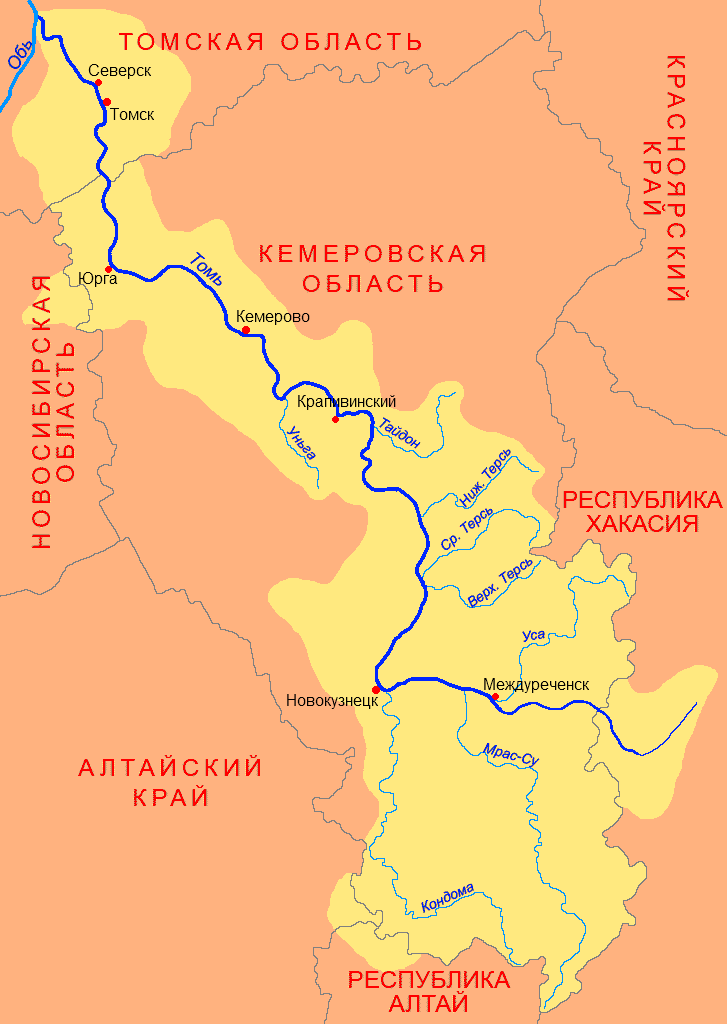
Бассейн Томи

Кондома начинается на хребте Бийская Грива у южной границы Кемеровской области, течёт в общем направлении на север, впадает в Томь в Кузнецкой котловине.
На реке стоят города Новокузнецк, Таштагол, Осинники, Калтан, посёлки Сосновка, Шушталеп, Малышев Лог, Сарбала, Малиновка, Кузедеево, Мундыбаш и Чулеш.

## Гидрология
Течение реки в паводок до 3,0 м/с, в межень 0,3—0,4 м/с. Русло реки каменистое в верхнем течении, песчано-галечное в среднем и нижнем. Замерзает в конце октября — ноябре, вскрытие — в середине апреля.

## Бассейн
Главные притоки — Антроп и Мундыбаш.
(км от устья)
- 1 км: Горбуниха
- 12 км: Сосновка
- 16 км: Каргызакова
- 27 км: Кандалеп
- 47 км: Кинерка
  - 2 км: Тайлеп
  - 8 км: Шужлеп
    - 2 км: Берёзовая

  - 22 км: Учул
- 55 км: Калтанчик
  - 12 км: Чёрный Калтанчик
- 56 км: Сарбаленка
- 73 км: Большой Теш
  - 5 км: Малый Теш
  - 24 км: Малый Теш
  - 27 км: Средний Теш
- 74 км: Теш
- 82 км: Юла
- 89 км: Тала
- 102 км: Мундыбаш
  - 1 км Тельбес
    - 11 км: Тамала
    - 20 км Большой Таз
      - 12 км: Кундель
        - 5 км: Монастырка
        - 14 км: река без названия

      - 37 км: Средний Меч
      - 47 км: Большой Меч
      - 55 км: Чёрный Таз
      - 58 км: Малый Таз
        - 6 км: Мастакол

    - 31 км: Керс
    - 36 км: Каз
      - 6 км: Восточный Каз
      - 6 км: Средний Каз

    - 44 км: Калтрык
    - 48 км: Азас

  - 7 км: Учулен
  - 33 км: Чёрный Тенеш
    - 5 км: Красный Тенеш

  - 59 км: Анзас
    - 6 км: Берёзовая
    - 12 км: Туга
    - 21 км: Большой Алзынь
    - 28 км: Илюшка

  - 79 км: Базанча
    - 5 км: Малая Базанча

  - 94 км: Азас
- 141 км: Пазнас
- 166 км: Антроп
  - 9 км: Анжереп
  - 20 км: Кайвал
  - 56 км: Ульба
  - 79 км: Саза
- 172 км: Кочебай
- 196 км: Каз
- 197 км: Табас
- 212 км: Кабурчак
- 212 км: Чешник
- 225 км: Кистал
- 234 км: Уразан
- 248 км: Сагала
- 256 км: Майра
- 262 км: Мунжа
  - 10 км: Селезень (Бол. Селезень)
  - 21 км: Коура
  - 23 км: Кояндал
  - 33 км: Кубань
- 275 км: Большой Калташ
- 295 км: Уруш
- 306 км: Шалым
- 307 км: Кочура
- 317 км: Большая Каменушка
- 317 км: Тельбес
- 324 км: Александровка
- 342 км: Кашкен
- 354 км: Базас
- 360 км: Таймет
- 370 км: Малая Кондома
  - 3 км: Чулеш
  -  ? км: Ивановский
  -  ? км: Берёзовая
  -  ? км: Самурыс

## Данные водного реестра
По данным государственного водного реестра России относится к Верхнеобскому бассейновому округу, водохозяйственный участок реки — Кондома, речной подбассейн реки — Томь. Речной бассейн реки — (Верхняя) Обь до впадения Иртыша.

## Мосты
- Таштагольский
- Спасский
- Кондомский
- Мундыбашский
- Османский
- Кузедеевский
- Малиновский
- Калтанский
- Шушталепский пешеходный
- Осинниковский
- Ашмаринский пешеходный
- Сосновский
- Красногорский железнодорожный
- Абагуровский технологический
- Абагуровский железнодорожный

## Экологическая ситуация
В верховьях — рудники, в середине — Мундыбашская аглофабрика (до 2018 года), в низовьях — шахты, ЮКГРЭС сбрасывают стоки.
В реке обитают окунь, карп, лещ, плотва, щука, судак, хариус, ёрш, карась, пескарь, налим, а также елец и линь.